# Prival
Un prival (numit uneori și prăval) este o depresiune naturală de mică adâncime care face legătura între bălți sau între acestea și râuri; prin specializare se folosește la denumirea unei gârle care face legătura între brațele Dunării și depresiunile lacustre dintre brațe fluviului.